# Jeanne Stunyo
Jeanne Georgette Stunyo (Gary, 11 de abril de 1936) es una deportista estadounidense que compitió en saltos de trampolín.
Participó en los Juegos Olímpicos de Melbourne 1956, obteniendo una medalla de plata en la prueba individual. Ganó una medalla de plata en los Juegos Panamericanos de 1955.

## Palmarés internacional
| Juegos Olímpicos     | Juegos Olímpicos          | Juegos Olímpicos | Juegos Olímpicos |
| Año                  | Lugar                     | Medalla          | Prueba           |
| -------------------- | ------------------------- | ---------------- | ---------------- |
| 1956                 | Melbourne (Australia)     | Medalla de plata | Trampolín 3 m    |
| Juegos Panamericanos |                           |                  |                  |
| Año                  | Lugar                     | Medalla          | Prueba           |
| 1955                 | Ciudad de México (México) | Medalla de plata | Trampolín 3 m    |